# Platform as a Service
Platform as a Service (PaaS) とは、インターネットを利用したコンピュータの新しい利用形態の1つである。
PaaSでは、ソフトウェアを構築および稼動させるための土台となるプラットフォームを、インターネット経由のサービスとして提供する。開発者は、プラットフォーム上で構築したサービスを自分の顧客に提供することができる。 具体的には、インフラ、DBMS、ユーザインタフェースなどのシステム開発手段となるツールや、開発したシステムを運用するための環境をインターネットを通じて「サービス」として提供し、月額使用料などの形で収入を得る事業モデルである。

## 誕生
PaaSは2007年7月にセールスフォース・ドットコム（現・セールスフォース）が提唱した。従来から同社が推進しているSoftware as a Service (SaaS) が、既成またはカスタマイズしたソフトウェアをインターネット経由でサービスとして利用できる形態であったのに対し、更にユーザーのシステムを稼働させる事もできるプラットフォーム自体を、インターネット経由でサービスとして利用できる形態である。
PaaSはSaaSの発展形であり、SaaSと並びクラウドコンピューティングの1種類（または1要素）ともされる。

## 特徴
実際には、プロバイダ側のデータセンターから提供される仮想化された開発・実行環境を利用する。ブラウザベースの管理ツールとともにインターネット経由でユーザーは利用できる。単なる仮想化技術を使用しただけのInfrastructure as a Service（IaaS、サービスとしてのインフラ）環境とは違い、スケーラビリティや生産性の面で開発者の負荷を大きく減らしている点が特徴である。
ユーザー側の利用形態としては、業務ピーク負荷対応や特定のテスト環境など、一時的にコンピュータ処理能力の拡張が必要な場合の追加リソースとして、あるいは更にユーザー環境にコンピュータを持たない形態などがある。